# 육선공주의
《육선공주의》(陸宣公奏議)는 당나라 때의 관료이자 학자였던 육지(陸贄, 754~805)가 간(諫)한 글을 모은 책이다. 실록에 따르면 성종 6년(1475년)에 경상도 관찰사 김영유가 새로 간행하여 바쳤다는 기록이 있다. 그 후 영조 7년(1731년)에 영조가 소대(召對)에서 강(講)하기 위해 간행해 바치도록 명했다는 기록이 있으며 영조가 감명 깊게 읽었다는 기록도 있다. 정조와 순조 역시 소대에서 이 책을 강독했다는 기록이 있다.

## 한국어 번역
- 심경호·김우정 함께 옮김, 《역주 당육선공주의》(1~2), 전통문화연구회, 2019년 4월 30일(1권)/2020년 4월 30일(2권)